# Podrochale
Podrochale – wieś w Polsce położona w województwie mazowieckim, w powiecie warszawskim zachodnim, w gminie Leszno. 
Wieś wchodzi w skład sołectwa Walentów.
W latach 1975–1998 miejscowość administracyjnie należała do województwa warszawskiego.